# Ispica
Ispica é uma comuna italiana da região da Sicília, província de Ragusa, com cerca de 14.403 habitantes. Estende-se por uma área de 113,5 km², tendo uma densidade populacional de 127 hab/km². Faz fronteira com Modica, Noto (SR), Pachino (SR), Pozzallo, Rosolini (SR).

## Demografia
| Variação demográfica do município entre 1861 e 2011                               |
|                                                                                   |
| Fonte: Istituto Nazionale di Statistica (ISTAT) - Elaboração gráfica da Wikipedia |

## Pessoas ligadas à Ispica
- Corrado Lorefice, (1962) arcebispo de Palermo desde 27 de outubro 2015